# أوستين بوست
أوستين بوست (بالإنجليزية: Austin Post) هو متسلق جبال ومصور أمريكي، ولد في 16 مارس 1922، وتوفي في 12 نوفمبر 2012.